# Lisa Stansfield
Lisa Stansfield, född 11 april 1966 i Rochdale, Greater Manchester, är en brittisk sångerska och skådespelare. Stansfield är främst känd för låten "All Around the World" från 1989.

## Biografi
Stansfield lanserades först som tonårig soloartist i början av 1980-talet, men utan några egentliga framgångar. Efter att ha arbetat som barnprogramledare i brittisk TV blev hon sångerska i soulpopgruppen Blue Zone som 1988 fick en mindre hit med låten "Jackie". Den första stora framgången kom 1989 när hon sjöng på Coldcut's hitlåt "People Hold On".
Senare samma år slog hon igenom stort med "All Around the World" och albumet Affection som blev stora framgångar över hela världen. Singeln såldes i totalt fem miljoner exemplar och albumet genererade ytterligare hits som "This Is the Right Time" och "Live Together".
Musikaliskt har Stansfield rört sig från traditionell soulmusik till house och modern R&B och har haft senare hitlåtar som "Change", "The Real Thing" och "Never Never Gonna Give You Up".

## Diskografi
Album
- Affection (1989)
- Real Love (1991)
- So Natural (1993)
- Lisa Stansfield (1997)
- The Remix Album (1998)
- Face Up (2001)
- Biography – The Greatest Hits (2003)
- The Moment (2004)
- Seven (2014)
- Deeper (2018)

## Filmografi
- 1999: Swing
- 2005: Monkey Trousers
- 2006: Drömprinsen
- 2007: Agatha Christie's Marple: Ordeal by Innocence
- 2007: Quest for a Heart
- 2008: The Edge of Love
- 2009: Dean Street Shuffle
- 2014: Northern Soul